# Internationale Vrouwendag

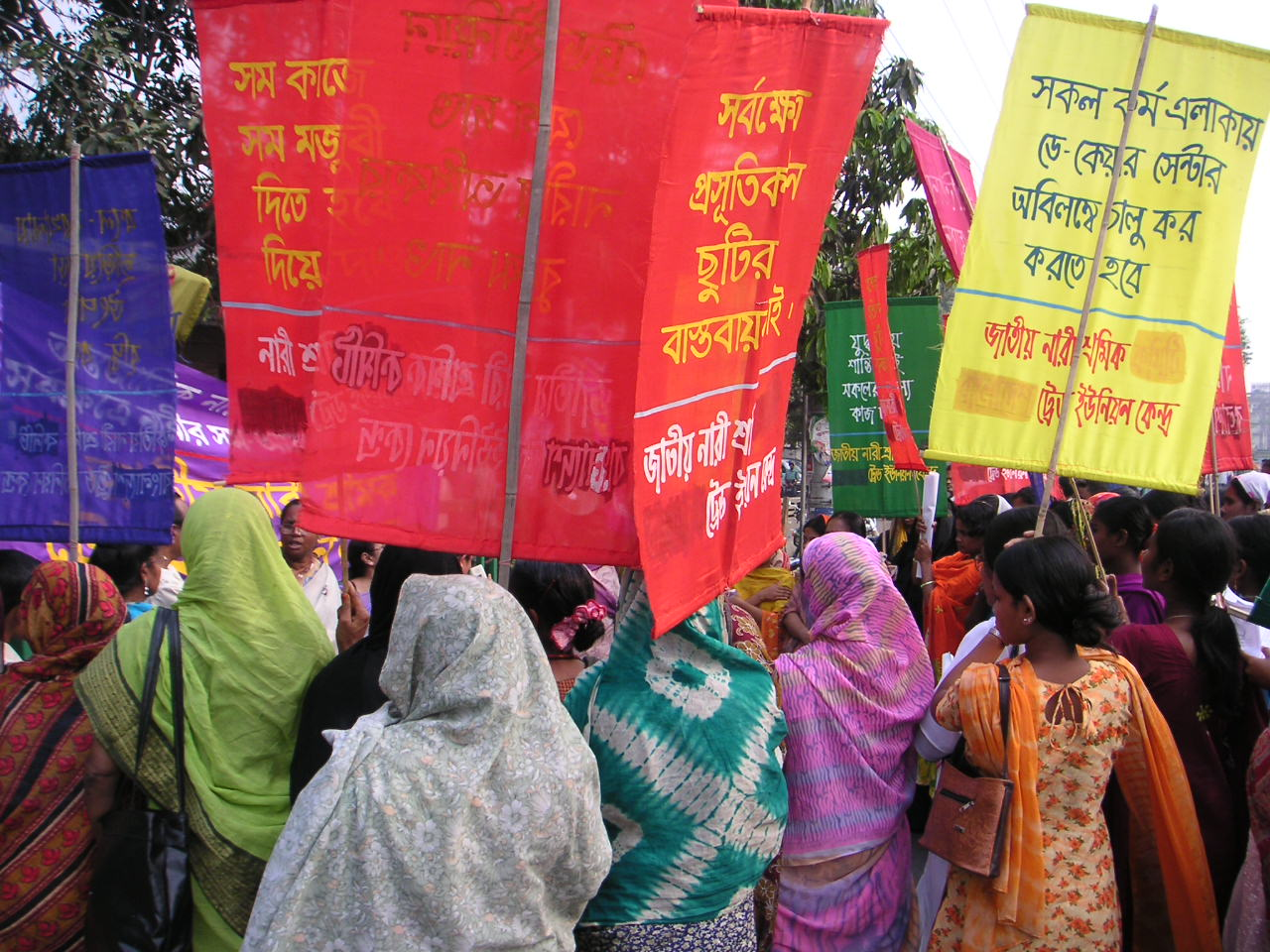
Betoging in Dhaka, Bangladesh, ter gelegenheid van Vrouwendag, 8 maart 2005

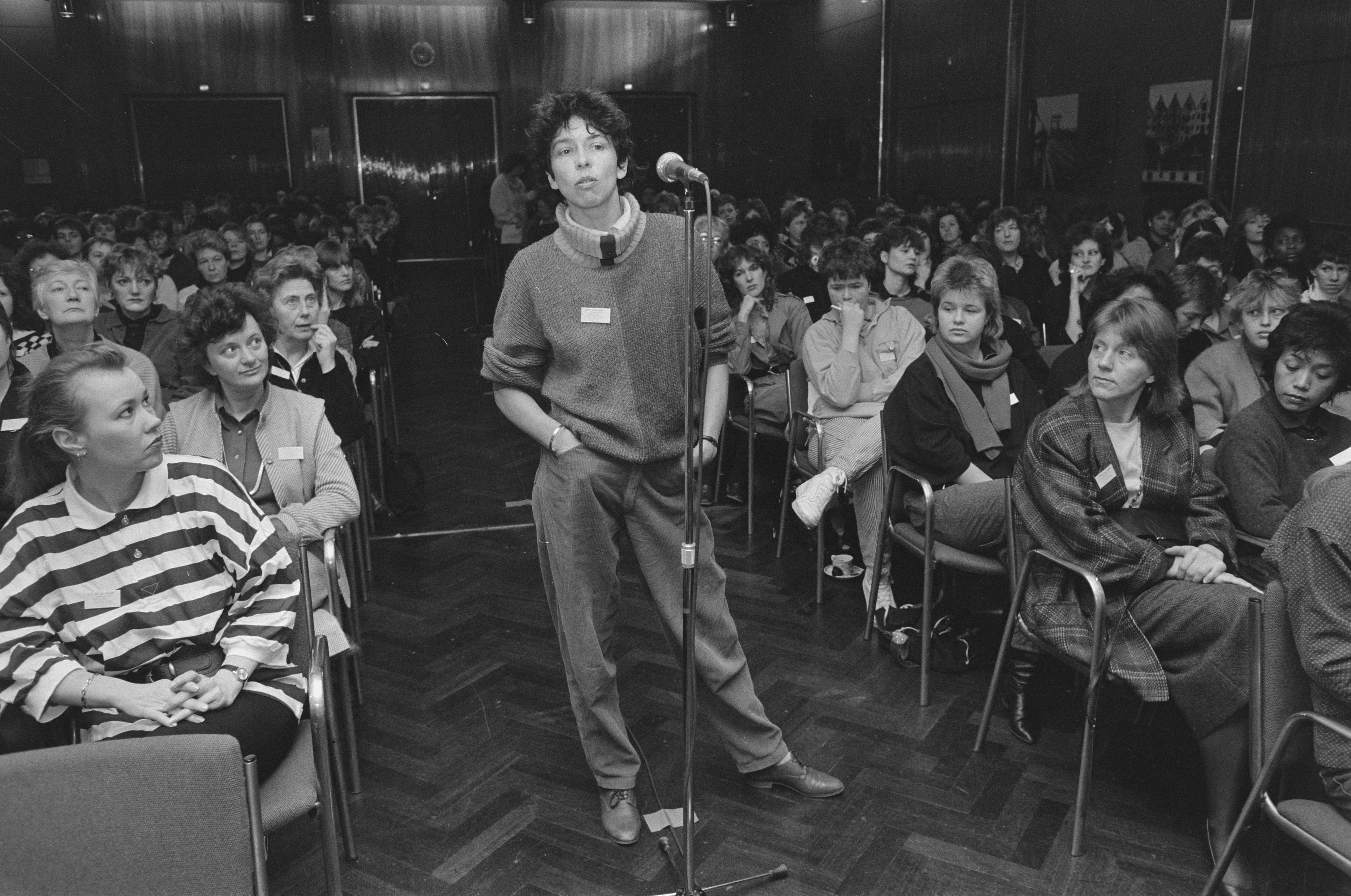
Internationale Vrouwendagbijeenkomst voor gemeentevrouwen in Krasnapolsky, 8 maart 1987

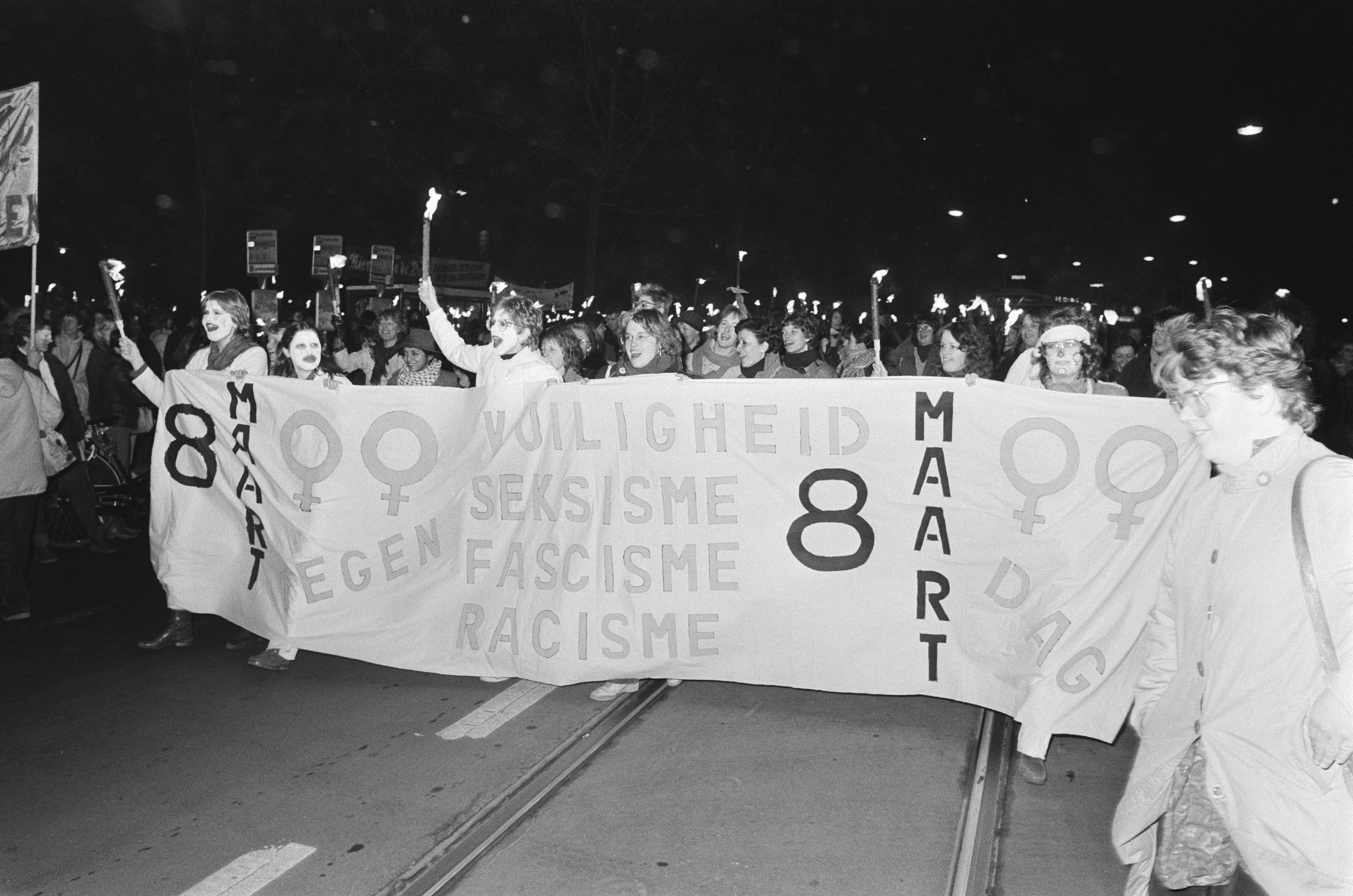
Fakkeltocht in het kader van Internationale Vrouwendag door Amsterdam, 8 maart 1982

Internationale Vrouwendag staat elk jaar op 8 maart in het teken van strijdbaarheid en het gevoel van solidariteit van vrouwen overal ter wereld, meestal aan de hand van een specifiek thema. Internationale Vrouwendag is in de twintigste eeuw ontstaan doordat vrouwen opkwamen voor hun rechten, onder andere op het gebied van arbeid en vrouwenkiesrecht. In 1911 werd de Vrouwendag internationaal voor het eerst gevierd, in 1912 voor het eerst in Nederland.

## Geschiedenis
Op 8 maart 1908 vond in New York een grote staking van vrouwen plaats. Naar schatting 15.000 textielarbeidsters marcheerden die dag door de Lower East Side naar Union Square. De staking was gericht tegen de slechte arbeidsomstandigheden in de textielindustrie en is onder meer beroemd geworden door de poëtisch verwoorde eis voor: "Brood en Rozen".
De staking was begin van jaren van strijd in de New Yorkse textielindustrie voor gelijk loon, betere arbeidsomstandigheden en een einde aan seksuele intimidatie op de werkvloer. In 1910 deed de Duitse socialiste Clara Zetkin (1857-1933) tijdens de Internationale Vrouwenconfentie, een conferentie voor socialistische vrouwen, in Kopenhagen het voorstel om 8 maart uit te roepen tot Internationale Vrouwendag. Deze datum werd echter niet overal aangehouden. In Nederland werd de eerste Vrouwendag gevierd op 12 mei 1912.
In 1917 brak op 8 maart opnieuw een staking uit vanwege de slechte arbeidsomstandigheden in de textielindustrie, nu in het Russische Sint-Petersburg. Mede als gevolg hiervan verkoos het Internationale Vrouwensecretariaat van de Communistische of Derde Internationale in 1921, 8 maart definitief tot datum van de Internationale Vrouwendag.
Gedurende de hele Koude Oorlog heeft deze viering in de landen van het Noord-Atlantische Verdragsorganisatie in een verdacht daglicht gestaan door haar van oorsprong socialistische grondslag. In veel kapitalistische landen werd de dag dan ook niet algemeen gevierd of zelfs maar erkend.
Sinds in de jaren zestig de tweede feministische golf op gang kwam, wordt de Internationale Vrouwendag weer volop gevierd, meestal met demonstraties, bijeenkomsten en conferenties. Vrouwen uit alle landen, gezindten en politieke stromingen nemen deel. Na het eerdere Internationaal Jaar van de Vrouw in 1975, werd Internationale Vrouwendag door de Verenigde Naties erkend op hun ledenvergadering in december 1977.

## Nederland
In Nederland was Vrouwendag of Lieve Vrouwendag tot zeker in de zeventiende eeuw de benaming van 2 februari. De naam van deze dag komt van "Onze Lieve Vrouwe Lichtmis", omdat op die dag Maria Lichtmis gevierd wordt ter ere van Maria, die ook wel "Onze Lieve Vrouwe" genoemd wordt.

In de 14e eeuw waren er echter reeds auteurs die vrouwen een hogere status gaven dan toentertijd gebruikelijk was, zoals in een vers uit een gedicht over de dierenriem:
Ic woude si gescepet waren

Int Rode Mere, ende souden varen

Sonder roeder dat si mochten

Die ooit quaet spraken of gedochten

Van maeghden ende van vrouwen mede!— onbekend, Dierenriem
Vrije vertaling: Ik zou willen dat ze allemaal werden ingescheept op de Rode Zee, en moesten varen zonder roer, al degenen die ooit kwaad spraken of zelfs maar dachten over maagden en vrouwen!
Sedert de 21e eeuw wordt de feestdag in Nederland door een grote verscheidenheid aan vrouwengroepen en vrouwenorganisaties op 8 maart gevierd op veel verschillende manieren. Het doel is aandacht te vragen voor thema's zoals economische zelfstandigheid, empowerment, seksueel geweld, zorg en arbeid, discriminatie en racisme.

## België
In België wordt sinds 1972 de Nationale Vrouwendag georganiseerd op 11 november met uitzondering van 2005, toen de viering plaatsvond op 16 oktober. Deze traditie gaat terug op de eerste V-dag die het toenmalige Vrouwen Overleg Komitee op wapenstilstand organiseerde omdat de Franse Simone de Beauvoir en Australische Germaine Greer die dag in Brussel konden komen spreken.
In 2003 diende senator Fatma Pehlivan (sp.a) een wetsvoorstel in om ook in België 8 maart aan te houden en officieel tot nationale feestdag te verklaren. De behandeling van dit voorstel sleept al sinds 2004 voort.

## Italië
In Italië werd de Dag van de Vrouw voor het eerst gevierd in 1922, op initiatief van de Italiaanse Communistische Partij. De eerste keer werd deze dag echter op 12 maart gevierd, de eerste zondag na 8 maart, omdat op die dag al het begin van de Februarirevolutie van 1917 herdacht werd. In die tijd werd het veertiendaags tijdschrift Compagna opgericht, waarin op 1 maart 1925 een artikel werd gepubliceerd over Vladimir Lenin, die een jaar eerder stierf. In het artikel werd ook de aandacht gevestigd op 8 maart als Internationale Vrouwendag, aangezien vrouwen actief hadden deelgenomen aan de sociale strijd en de verwerping van het tsarisme.
In september 1944 werd in Rome de Italiaanse vrouwenunie (Unione Donne in Italia, UDI) opgericht, aanvankelijk door vrouwen die lid waren van de politieke partijen PCI, PSI, Partito d'Azione, Sinistra Cristiana en Democrazia del Lavoro. De UDI was in 1945 initiatiefneemster van het op 8 maart vieren van de Dag van de Vrouw in het bevrijde deel van Italië. Nadat de oorlog voorbij was, werd de Dag van de Vrouw (vanaf 1946) op 8 maart in heel Italië gevierd. Ook werd de mimosa, die voornamelijk bloeit op de eerste dagen van maart, als symbool van de Dag van de Vrouw geïntroduceerd; een idee van Teresa Noce, Rita Montagnana en Teresa Mattei, drie communististische politici.
Begin jaren vijftig, in jaren van de Koude Oorlog en van de regering van Mario Scelba, werd het uitdelen van mimosa's en het verspreiden van het maandblad Noi Donne van de UDI voorgesteld als een manier om 'de openbare orde te verstoren', terwijl een kraampje op straat als een 'illegale bezetting van de openbare grond' gezien werd. In 1959 presenteerden Eerste Kamerleden Luisa Balboni, communiste, en Giuseppina Palumbo en Giuliana Nenni, socialisten, een wetsvoorstel om van de Dag van de Vrouw een nationale feestdag te maken, maar er werd niets gedaan met dit initiatief. Het politieke klimaat verbeterde in het volgende decennium, maar het jaarlijks gevierde feest bleef geen gehoor krijgen in de publieke opinie, hoewel in de jaren zeventig de feestdag door de feministische beweging nieuw leven werd ingeblazen.
Op 8 maart 1972 vond op de Piazza Campo de' Fiori te Rome een manifestatie van de festa della donna plaats, waar de vrouwen onder andere streden om de legalisatie van abortus. Het jaar 1975 werd door de Verenigde Naties uitgeroepen tot Internationaal Jaar van de Vrouw. Dat jaar betoogden op 8 maart over de hele wereld feministische bewegingen om na te denken over het belang van gelijkheid tussen mannen- en vrouwenrechten.
Vandaag de dag is de oorspronkelijke waarde van de internationale vrouwendag min of meer verloren gegaan. Wel worden er nog steeds congressen, manifestaties en lezingen gehouden om de problemen van vrouwen aan de kaak te stellen, maar hoewel er vrouwenorganisaties zijn die blijven proberen de publieke opinie ontvankelijk te maken over verschillende problemen met betrekking tot de vrouw, wordt de dag voornamelijk gebruikt om geld te verdienen. In restaurants zijn er speciale vrouwenmenu's, in discotheken zijn er themafeesten speciaal voor vrouwen en elke straatverkoper verkoopt op 8 maart mimosa's. Mannen geven deze bloem aan hun vrouwen en moeders, maar nemen verder nauwelijks deel aan deze dag. Internationale vrouwendag wordt beschouwd als een gelegenheid om zonder het gezin een avond uit te gaan met vrouwelijke collega's of vriendinnen.